# Letov Š-25
Letov Š-25 byl prototyp československého jednomotorového dvouplošného vojenského dvoumístného cvičného letounu vzniklý v roce 1931 u firmy Letov, kde jej zkonstruoval Alois Šmolík.:s.37

## Vznik a vývoj
V zářijovém vydání časopisu Letectví 1929 bylo uvedeno, že vojenská továrna na letadla Letov zhotovuje prototypy školního pokračovacího letounu Š-25 s motorem Walter Castor o výkonu 220 ks.[ujasnit]
Typ vznikl podle požadavků MNO na nový letoun pro pokračovací výcvik, který měl nahradit zastaralé stroje Aero A-14. Podmínkou bylo použití motoru Škoda-Hispano Suiza 8Fb, pocházejícího z 20. let, jehož skladové zásoby bylo nutno spotřebovat.:s.37
Š-25 byl dvouplošník s celokovovou kostrou draku potaženou plátnem.:s.86
Během srovnávacích zkoušek s konkurenčními Aero A-46 a Praga BH-41, vzniklými podle stejných propozic, byl typ Š-25 hodnocen jako vyhovující zadání, s dobrými letovými vlastnostmi a krátkým vzletem a přistáním.:s.37 V soutěži však nakonec uspěl BH-41,:s.37 a k další výrobě Š-25 nedošlo. Továrně Letov však byla přidělena zakázka na sériovou výrobu typu BH-41 (vojenským označením E-41) pro vojenské letectvo.:s.37

## Specifikace (Š-25)
Údaje podle

### Technické údaje
- Osádka: 2 (instruktor a žák)
- Rozpětí: 11,35 m
- Délka: 9,45 m
- Nosná plocha: 19,80 m²
- Prázdná hmotnost: 960 kg
- Vzletová hmotnost: 1 180 kg
- Pohonná jednotka: 1 × kapalinou chlazený osmiválcový vidlicový motor Škoda HS 8Fb
- Výkon pohonné jednotky: 220 kW (330 k)

### Výkony
- Maximální rychlost: 197 km/h
- Cestovní rychlost: 165 km/h
- Dostup: 4 700 m
- Stoupavost: výstup do výše 4 000 m za 25 minut
- Dolet: 600 km